# Phyllodromica tenebricosa
Phyllodromica tenebricosa es una especie de cucaracha del género Phyllodromica, familia Ectobiidae. Fue descrita científicamente por Bohn en 1999. Habita en España.